# Betriebswirtschaftliche Auswertung
Die Betriebswirtschaftliche Auswertung (BWA) ist insbesondere für kleine und mittlere Unternehmen ein auf den Unternehmensdaten der Finanzbuchhaltung aufbauendes Berichtswesen, das die Ertragslage eines Unternehmens und betriebswirtschaftliche Kennzahlen zum Inhalt hat.

## Allgemeines
Die BWA setzt die Buchführungspflicht eines Unternehmens voraus. Davon erfasst sind neben Kleinstunternehmen auch Händler und Handwerker. Sie haben die Grundsätze ordnungsmäßiger Buchführung zu beachten, müssen über jeden Geschäftsvorfall Buchungsbelege ausstellen und diese nach Kontierung verbuchen. Dadurch werden die Geschäftsvorfälle vom Rechnungswesen erfasst. Die Auswertung der Daten des Rechnungswesens kann danach durch den Steuerberater oder Wirtschaftsprüfer eines Unternehmens mit einer Software (z. B. DATEV, Wolters Kluwer etc.) erfolgen, die die BWA im engeren Sinne darstellt.

## Geschichte
Die Entwicklung der BWA ist auf das deutsche Dienstleistungsunternehmen DATEV zurückzuführen. Kurz nach Unternehmensgründung im Februar 1966 veröffentlichte die DATEV bei Einführung ihrer Datenverarbeitung im Februar 1969 mit ihrer „Standard-BWA Nr. 1“ die heute noch gebräuchliche und am häufigsten verwendete BWA-Version. Das System der BWA war von Beginn an als Reporting-System zur Beurteilung der Ertragslage von Unternehmen gedacht. Die DATEV bietet diese Dienstleistung nicht direkt an, sondern über Steuerberater, Rechtsanwälte und Wirtschaftsprüfer. Diese erhalten einen Zugang zum DATEV-Netz und können dort die Buchhaltung für ihre Mandanten abwickeln. Der Unternehmensberater Peter Knief setzte sich seit 1982 in zahlreichen Büchern und Fachaufsätzen mit Teilaspekten der BWA auseinander. Knief stellt seit 2015 zur besseren Beratung des Mittelstands die individuellen BWA in den Vordergrund, hier insbesondere die BWA SLY sowie die BWA MINDESTANALYSE. Eine BWA TRANSPARENZ ermittelt ab 2017 rund 30 betriebswirtschaftliche Kennzahlen. Damit werden über den Betriebsvergleich erste Möglichkeiten der Insolvenzprognose geschaffen.
Inzwischen hat die DATEV um die Standard-BWA herum eine Vielfalt von zusätzlichen Auswertungen geschaffen (Controllingreport, Kapitalflussrechnung, sowie branchenbezogene BWA für Ärzte, Steuerberater, Rechtsanwälte, Optiker, Kfz-Handel). Diese DATEV-BWA wurden von anderen Rechnungswesen-Anbietern übernommen. Heute steht die BWA als Software für das betriebliche Berichtswesen zur Verfügung.

## Rechtsfragen
Eine Buchführungspflicht ergibt sich aus dem Handels- (§ 238 HGB, § 242 HGB) und Steuerrecht (§ 140 AO, § 141 AO). Danach trifft die Buchführungspflicht alle Kaufleute und darüber hinaus auch gewerbliche Unternehmer und Land- und Forstwirte mit einem Umsatz von mehr als 600.000 Euro jährlich. Eine gesetzliche Pflicht zur Erstellung einer BWA indes gibt es nicht. Der Unternehmer ist jedoch daran interessiert, über die Ertragslage und den Kapitalaufbau seines Unternehmens aktuell informiert zu sein, um hierauf Entscheidungen zwecks etwaiger Anpassung an eingetretene Datenänderungen aufzubauen. Da es bei kleinen und mittleren Unternehmen meist an Controlling-Auswertungen fehlt, sind die BWA häufig die einzigen vorhandenen monatlichen Steuerungsauswertungen. Außerdem können bestimmte Gläubiger ein Interesse daran haben, über die Unternehmenslage jederzeit informiert zu werden, so dass die BWA auch Publizitätswirkung entfalten kann.

## Inhalt
Von der BWA werden nur Geschäftsvorfälle erfasst, die die Gewinn- und Verlustrechnung betreffen. Deshalb fließen in die BWA sämtliche Aufwendungen und Erträge sowie Umsatzerlöse ein. Sie ist nach der Staffelform der Gewinn- und Verlustrechnung aufgebaut (§ 275 Abs. 2 HGB) und beginnt daher mit den Umsatzerlösen, gefolgt vom Rohertrag, den Kostenarten (wie Personalkosten, Materialkosten), Zinsaufwand/Zinsertrag, Steuern und dem vorläufigen Ergebnis. Die unterjährige BWA beruht auf einem „weichen Monatsabschluss“ (englisch soft close), weil Abschlussbuchungen wie Rechnungsabgrenzungen noch fehlen. Sie kann im monatlichen Turnus erstellt werden. Aus diesen Unternehmensdaten lassen sich in einem zweiten Schritt betriebswirtschaftliche Kennzahlen ermitteln, die einem Branchenvergleich dienen können.
Die Standard-BWA Nr. 1 ist stets unkommentiert und kann deshalb nicht mit einem Geschäftsbericht verglichen werden. Außerdem enthält sie keine Bilanzzahlen und ist daher mit einem Jahresabschluss nicht vergleichbar.

## Publizitätswirkung
Als Interessenten für eine BWA kommen neben dem Unternehmer auch Gläubiger wie Kreditinstitute oder wichtige Lieferanten in Frage. Kreditinstitute können die Einreichung der (monatlichen oder quartalsmäßigen) BWA durch ihre Kreditbedingungen (Covenants) zur Rechtspflicht ihres Kreditnehmers erheben. Dann gehört die BWA zu den Kreditunterlagen, die einer Kreditwürdigkeitsprüfung nach § 18 KWG unterzogen werden und nach Bilanzanalyse zu einem Rating führen. Die BWA ist jedoch nur ein Teil der Kreditunterlagen; sie kann nicht den ebenfalls einzureichenden Jahresabschluss ersetzen.

## Bedeutung für die Wirtschaft
Die einzel- und volkswirtschaftliche Bedeutung der BWA ist groß: Allein die DATEV und die steuerberatende Branche drucken monatlich über 2,5 Millionen solcher Auswertungen aus; auf deren Aussagekraft müssen sich Unternehmer, Finanzverwaltung und Banken verlassen. Dabei hängt die Aussagekraft der BWA stark vom Buchungsverhalten der Buchhalter ab. Werden unterjährige Abgrenzungen nicht vorgenommen, keine monatlichen Abschreibungen gebucht, Warenbestände nicht ermittelt oder nicht zeitnah erfasst, ist der Aussagewert gering. Außerdem ist die am häufigsten verwendete Standard-BWA 01 für viele Betriebsformen nicht geeignet, denn sie basiert auf dem Geschäftsmodell des Handelsbetriebs. Andere Betriebsformen werden hiermit nur unzureichend abgebildet. So können die Eigenheiten des wachsenden Geschäftssegments E-Commerce wenig berücksichtigt werden. Insbesondere sind dort die Internetkosten, die Kosten für die Website sowie die Kosten für die Retouren von besonderer Bedeutung, während Raumkosten eine untergeordnete Rolle spielen. Insbesondere in größeren Unternehmen und Konzernen erfolgt daher oftmals eine Zwischenberichterstattung durch Monats- oder Quartalsabschlüsse, die die gesetzlichen Regelungen für Jahresabschlüsse berücksichtigen und teilweise auch ein Testat durch den Wirtschaftsprüfer erhalten.

## Aussage- und Auswertungsfähigkeit
Betriebswirtschaftliche Auswertungen müssen aussage- und auswertungsfähig sein, indem sie
- rechtsformenneutral gestaltet
- mit einem Branchenvergleich (DATEV-Betriebsvergleich oder Destatis) kompatibel
- größenordnungsneutral abbilden
- mit dem Rechnungswesen und statistischen Daten des Unternehmens integrierte Darstellungen erlauben
- bei entsprechender intelligenter Struktur standardisierbar sind.

Zusätzlich sind Zeitreihen, Vorjahresvergleiche und grafische Darstellungen wesentliche Qualitätskriterien. Werden die in der Gewinn- und Verlustrechnung bedeutsamen Bestandsveränderungen in der BWA nicht berücksichtigt, sinkt die Aussagekraft der BWA massiv.